# Бальчос Мілетій Володимирович
Мілетій Володимирович Бальчос (* 15 травня 1949, с. Залісці (Шумський район), Тернопільська область) — український футбольний функціонер. Президент Професіональної футбольної ліги України.

## Життєпис

### Освіта
Освіта:
- 1968 рік — Київське медичне училище № 2. Спеціальність: фельдшер.
- 1977 рік — Інститут марксизму-ленінізму Збройних Сил СРСР. Спеціальність: політолог.
- 1987 рік — Кам'янець-Подільський педагогічний інститут. Спеціальність: вчитель фізичної культури.
- 1992 рік — Тернопільський державний педагогічний інститут. Спеціальність: тренер-викладач з фізичної культури та спорту.
- 1995 рік — Вища школа тренерів України. Спеціальність: тренер вищої кваліфікації з футболу.

### Військова служба
1968 — 1991 роки — військова служба в Збройних Силах СРСР на посадах: фельдшер-начальник аптеки полкового медичного пункту; секретар комітету комсомолу військової частини; начальник спортивного комплексу військового об'єднання; у 1979-80 роках брав участь у бойових діях на території Афганістану у складі групи підсилення бойових операцій Генерального штабу Збройних Сил СРСР; з 1982 до 1991 року — старший тренер футбольної команди «Зірка» (Бердичів) — базової команди клубу СКА (Львів) та збірної команди Прикарпатського військового округу.

### Тренер і футбольний функціонер
1992 — 1994 — тренер аматорських команд та команд другої ліги.
1995 — 1996 — співробітник Науково-методичного центру футбольного клубу «Динамо» (Київ).
1996 — 2000 — ПФЛ, керівник груп з розроблення концепцій розвитку футболу. 2001 — 2002 роки — відповідальний секретар ПФЛ. 2002 р. — заступник голови Комітету збірних команд ФФУ. Член Бюро ПФЛ протягом 1998—2004.
У 1996—1997 та 2003—2004 роках був керівником робочих груп з розроблення комплексних програм розвитку футболу в Україні, затверджених Кабінетом Міністрів України.
У період роботи в ФФУ обирався Виконкомом ФФУ та виконував обов'язки заступника голови Юридичного комітету, члена Науково-методичної ради та Атестаційної комісії ФФУ.
Протягом трудової діяльності в ПФЛ і ФФУ брав безпосередню участь у розробленні статутних і регламентних документів, у тому числі регіональних федерацій та асоціацій з інших видів футболу, науково-методичних рекомендацій з організації навчально-тренувального процесу, положень і навчальних програм Центру ліцензування ФФУ, положень про комітети ФФУ.
Автор дев'яти науково-методичних розробок з питань організації навчально-тренувального процесу та управління в футболі, трьох методичних розробок та двох концепцій з питань розроблення та виконання комплексних цільових програм розвитку футболу.
2000 — 2008 рр. — член, відповідальний секретар, заступник голови Контрольно-дисциплінарного комітету ФФУ.
2002 — 2008 рр. — заступник голови Комітету професіонального футболу ФФУ. З 2009 року — відповідальний секретар, виконувач обов'язків виконавчого директора ПФЛ.
У березні 2010 року обраний президентом ПФЛ. Під час голосування отримав 24 голоси, а його суперник Юрій Кіндзерський — 21.

### Нагороди, захоплення, особисте життя
За період трудової діяльності отримав 9 державних нагород, із них 3 бойові, у тому числі Орден Червоної Зірки.
Заслужений працівник фізичної культури та спорту України (2006).
Захоплення: гірський туризм, подорожі, історична та класична література. Володіє мовою фарсі (перська).
Одружений, має сина Романа.